# Diplophos pacificus
Espèce
Diplophos pacificus est une espèce de poissons téléostéens.
Cette espèce n'est connue qu'à partir d'un unique spécimen et pourrait être invalide selon les ichtyologues japonais Takakazu Ozawa, Kouhei Oda et Toshihide Ida de l'université de Kagoshima,.

## Caractéristiques
Les poissons de la famille des Gonostomatidae ont un corps long et comprimé, de petits yeux et une large bouche.

## Habitat et répartition
L'espèce a été observée dans l'océan pacifique nord, en zone bathypélagique.